# Leucania albilinea
Leucania albilinea là một loài bướm đêm trong họ Noctuidae.